# Hugo von Habermann
Pour les articles homonymes, voir Habermann (homonymie).
Le baron Hugo Joseph Anton von Habermann (Dillingen (Bavière) 14 juin 1849 - Munich 27 février 1929) est un peintre allemand surtout connu pour ses portraits.

## Biographie
Habermann est le fils d'un capitaine de cavalerie, le baron Philipp von Habermann, et son épouse, née comtesse Pauline Leutrum von Ertingen. La famille s'installe à Munich en 1858 et il fréquente les lycées prestigieux Ludwigsgymnasium et Wilhelmsgymnasium, où il excelle en dessin. Il commence ensuite des études de Droit en 1868, mais sans enthousiasme, car il préfère dessiner. Il est officier pendant la guerre franco-prussienne et il peint son premier tableau représentant Ruth et Booz. Il est à Ingolstadt en 1871, où il peint des prisonniers de guerre. Quelques mois plus tard, il décide d'abandonner ses études de Droit et de se consacrer à la peinture. Il prend des leçons avec Hermann Schneider pour entrer à l'académie des beaux-arts de Munich, où il est admis en novembre 1871. Il est élève en 1874 à l'atelier de peinture historique du directeur, le célèbre Carl von Piloty, autour duquel gravite ce qu'on appellera l'école de Munich.
Hugo von Habermann fait partie de la société des artistes de Munich en 1878, année à partir de laquelle il commence à exposer. Il termine l'académie en 1879 et s'installe dans un atelier voisin de celui de Bruno Piglhein. L'année suivante, il ouvre avec celui-ci et Fritz von Uhde une école privée de peinture. Il fait aussi partie du groupe de peintres dénommé Allotria.
Habermann enseigne ensuite à l'académie, où il compte de nombreux élèves, parmi lesquels Albert Aereboe (de), Karl Gatermann l'Ancien (de), Leo Sebastian Humer, Horst de Marées (de), etc.
Il expose en 1886 au palais de glace de Munich (Glaspalast) une toile intitulée La Consultation qui reçoit une médaille d'or. C'est le début de la renommée et d'un afflux de commandes de portraits. Le prince-régent Léopold de Bavière le nomme professeur d'académie en 1897 pour un portrait de Salomé, exposé à l'exposition internationale de Munich.
Hugo von Habermann faisait partie de la Sécession berlinoise.

## Illustrations

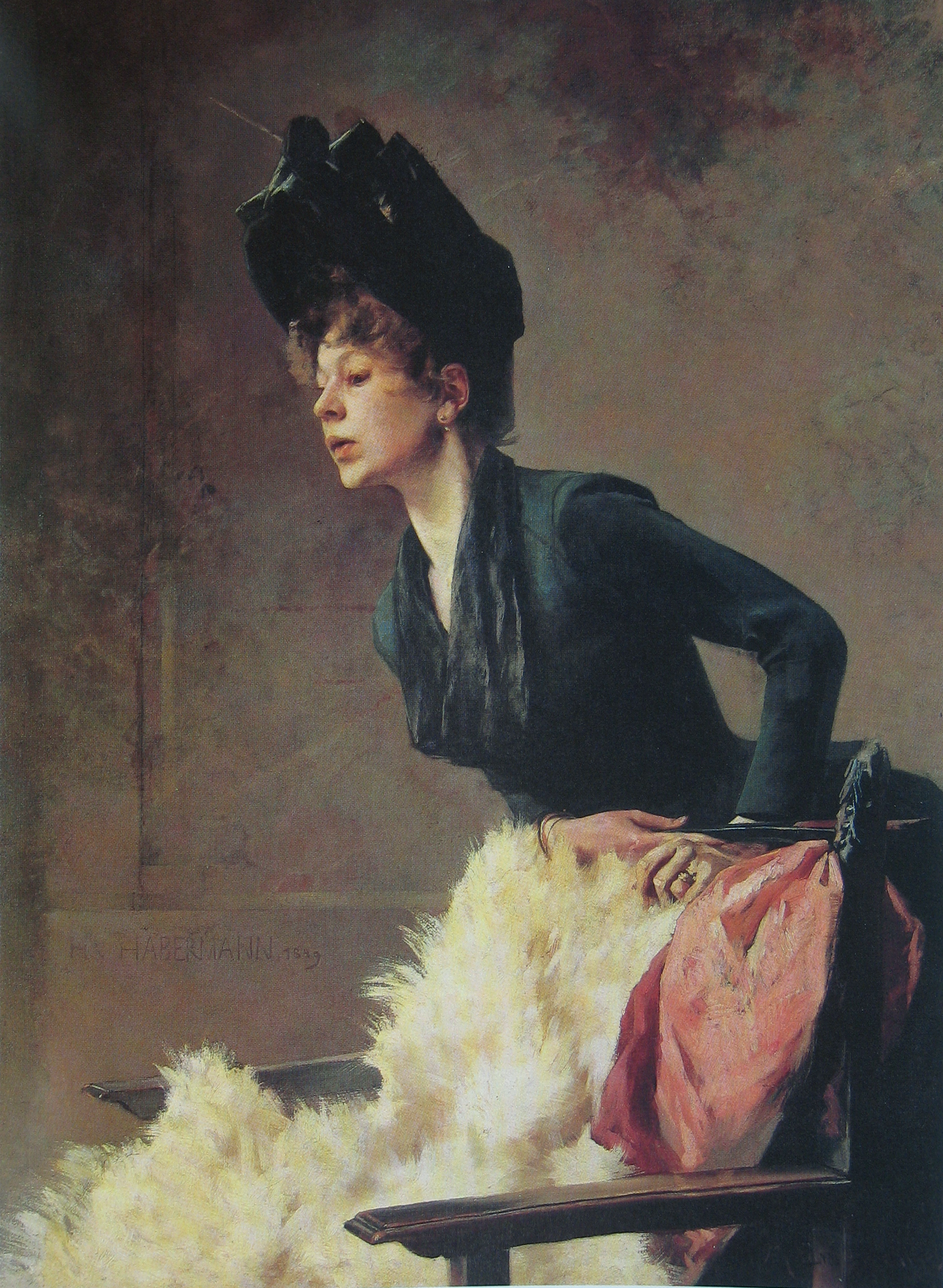
Portrait de dame (1889)
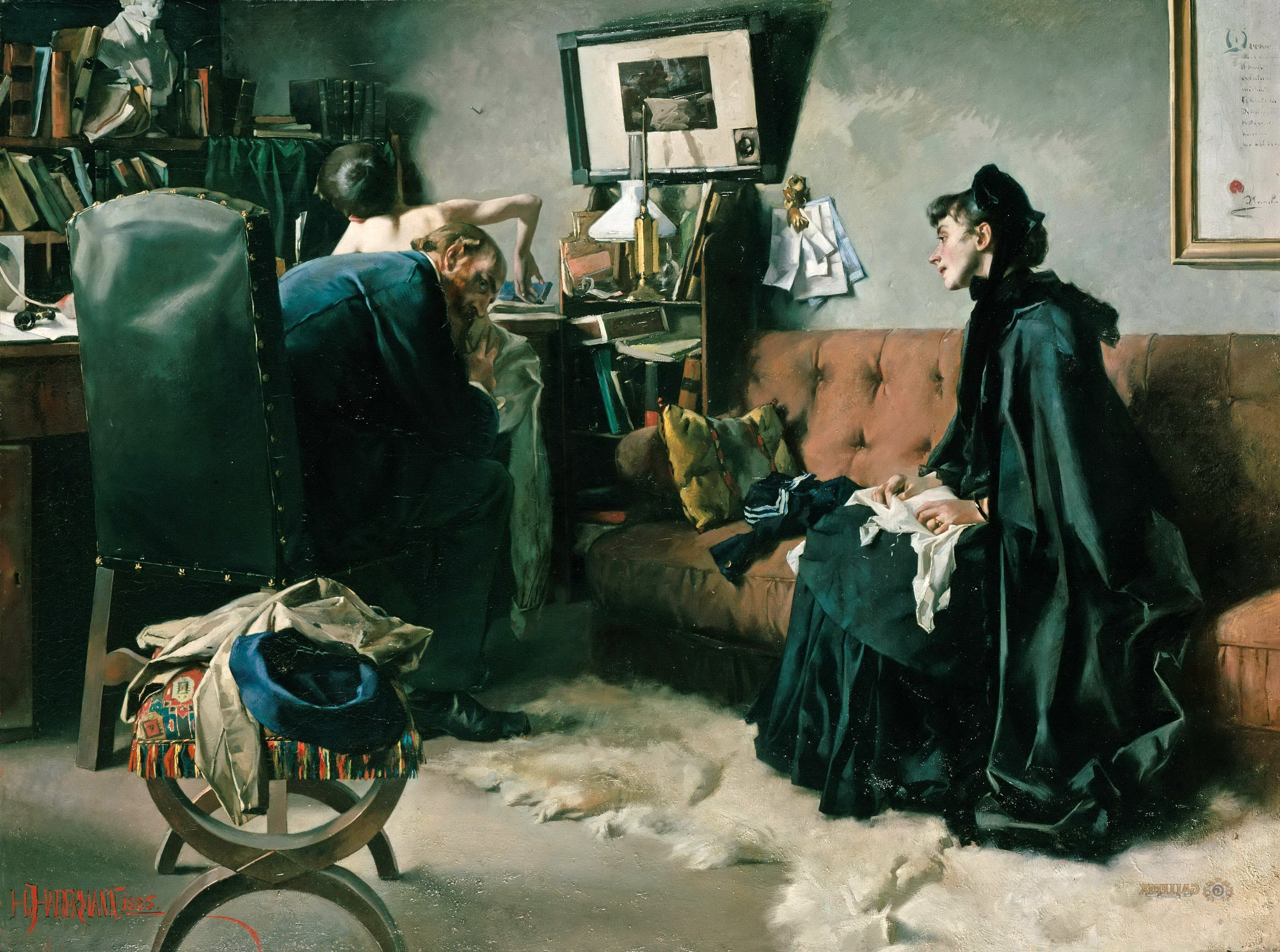
La Consultation (1886) Alte Nationalgalerie de Berlin
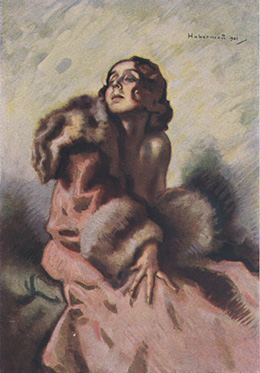
Portrait d'Irène von Habermann (1921)
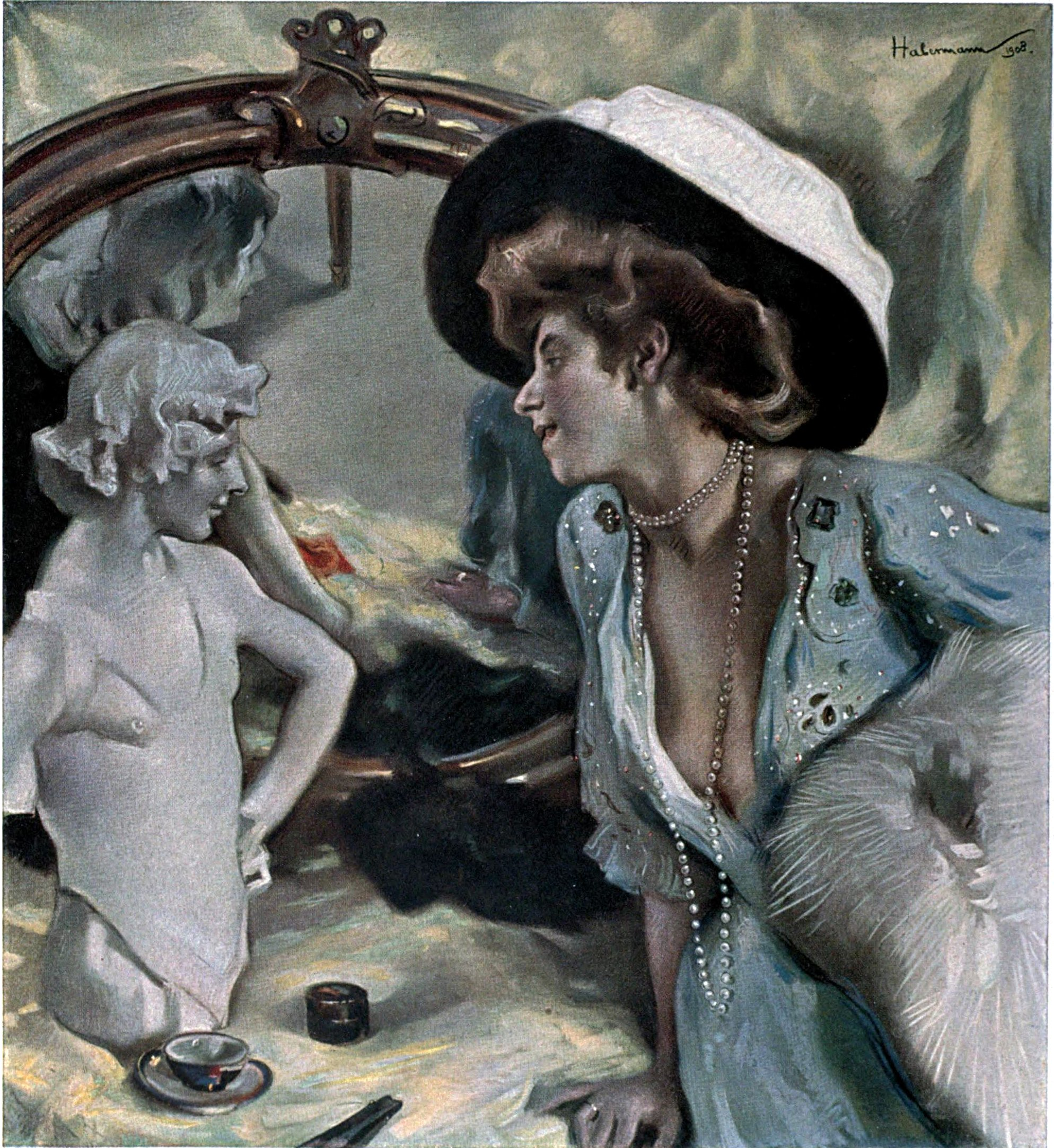
Portrait de dame (pastel)

## Source
- (de) Cet article est partiellement ou en totalité issu de l’article de Wikipédia en allemand intitulé « Hugo von Habermann » (voir la liste des auteurs).